# Грождібоду (комуна)
Грождібоду (рум. Grojdibodu) — комуна у повіті Олт в Румунії. До складу комуни входять такі села (дані про населення за 2002 рік):
- Грождібоду (2561 особа)
- Хотару (777 осіб)

Комуна розташована на відстані 165 км на південний захід від Бухареста, 75 км на південь від Слатіни, 72 км на південний схід від Крайови.

## Населення
За даними перепису населення 2002 року у комуні проживали 3338 осіб, усі — румуни. Усі жителі комуни рідною мовою назвали румунську.
Склад населення комуни за віросповіданням:
| Релігія       | Кількість осіб | Відсоток |
| ------------- | -------------- | -------- |
| православні   | 3337           | > 99,9%  |
| римо-католики | 1              | < 0,1%   |